# Homoneura leucoprosopon
Homoneura leucoprosopon är en tvåvingeart som först beskrevs av de Meijere 1914.  Homoneura leucoprosopon ingår i släktet Homoneura och familjen lövflugor. Inga underarter finns listade i Catalogue of Life.